# Disagiostaffel
Bei einer Disagiostaffel handelt es sich um eine tabellarische Aufstellung, welche für verzinsliche Forderungen die Höhe eines Disagios mit der Laufzeit und/oder dem Zinssatz der Forderung verknüpft.
Bei Hypothekenkrediten werden (bei gleicher Laufzeit) unterschiedliche Nominalzinsen mit verschiedenen Abschlägen (Disagio) der Auszahlung verknüpft.
Bei Anleihen wird die Höhe eines Emissionsdisagios mit der Laufzeit der Wertpapiere oder mit dem Zinssatz verknüpft.

## Besteuerungsrahmen (Deutschland)

### Bis 2008
Mit dem „Disagioerlass“ des deutschen Bundesministeriums der Finanzen (BMF) vom 24. November 1986 (BStBl. 1986 I, S. 539) wurde eine Disagiostaffel veröffentlicht, die in Deutschland bis 2008 für die Besteuerung herangezogen wurde.
Der Erlass legte fest, dass eine Anleihe für Privatanleger steuerlich begünstigt ist, wenn das Emissionsdisagio begrenzt ist auf höchstens
- 1 % bei Anleihen mit Laufzeiten von unter 2 Jahren
- 2 % bei Anleihen mit Laufzeiten von 2 bis 4 Jahren
- 3 % bei Anleihen mit Laufzeiten von 4 bis 6 Jahren
- 4 % bei Anleihen mit Laufzeiten von 6 bis 8 Jahren
- 5 % bei Anleihen mit Laufzeiten von 8 bis 10 Jahren
- 6 % bei Anleihen mit Laufzeiten von über 10 Jahren

Die Kursgewinne von verzinslichen Wertpapieren, die diesen Rahmen einhielten, brauchten Privatanleger nicht als Kapitalertrag zu versteuern. Wenn der Emissionskurs außerhalb dieser Disagiostaffel lag, wurde die Anleihe vom deutschen Fiskus als eine Finanzinnovation eingestuft.
Bei Hypothekenkrediten durfte das Disagio, um steuerlich als sofort abzugsfähig anerkannt zu werden, pro Jahr der Zinsfestschreibung höchstens 2 % betragen und sollte 10 % des Darlehensnennbetrages nicht übersteigen.

### Seit 2009
Durch die Einführung der Abgeltungsteuer zum 1. Januar 2009 entfällt die bisherige Steuerfreiheit von Emissionsdisagien innerhalb der sogenannten Disagiostaffel.